# Yerraguntla
Yerraguntla es una ciudad censal situada en el distrito YSR en el estado de Andhra Pradesh (India). Su población es de 32574 habitantes (2011). Se encuentra a 42 km de Kadapa y a 344 km de Hyderabad.

## Demografía
Según el censo de 2011 la población de Yerraguntla era de 32574 habitantes, de los cuales 16558 eran hombres y 16016 eran mujeres. Yerraguntla tiene una tasa media de alfabetización del 70,56%, inferior a la media estatal del 67,02%: la alfabetización masculina es del 80,19%, y la alfabetización femenina del 60,67%.